# Čehizem
Čehízem je češka prvina v drugem jeziku.

## Čehizmi v slovenščini
V obdobjih formiranja knjižne slovenščine so pisci jemali besedje iz ostalih slovanskih jezikov po različnih virih in mnogo čeških besed je prišlo v knjižni jezik s slovarjem Antona Murka (1833), ki jih je sprejel iz dotlej objavljenih del. Češki vpliv na slovenski knjižni jezik je svoj vrhunec doživel konec 18. stoletja in začetek 19. stoletja (poleg slovarskih izposojenk tudi črke č, š, ž), v prvi polovici 19. stoletja pa, ko je češčina sicer obnavljala svoj jezik in bogatila svoje besedišče tudi s prevzemanjem iz drugih slovanskih jezikov,  je vpliv že postal skromnejši.
V slovenščini so na primer čehizmi besede: bradlja, dojem, dovoliti, dovtip, geslo, gmota, kolek, lepenka, naboj, nabožen, nazor, nazoren, odpor, pivo, pivovar, posadka, pribor, prispevati, rakev, raznožka, sadra, slog, smer, stavka, tlak, tovarna, urad, ustava, veda, vlak, vodik, vzajemen, znamka, žezlo, načelnik, plin, pehota.